# Saint-Hilaire-sur-Helpe
Pour les articles homonymes, voir Saint-Hilaire.
Saint-Hilaire-sur-Helpe est une commune française située dans le département du Nord, en région Hauts-de-France.
Elle fait partie administrativement de l'Avesnois, historiquement du Hainaut et ses paysages rappellent la Thiérache.

## Géographie

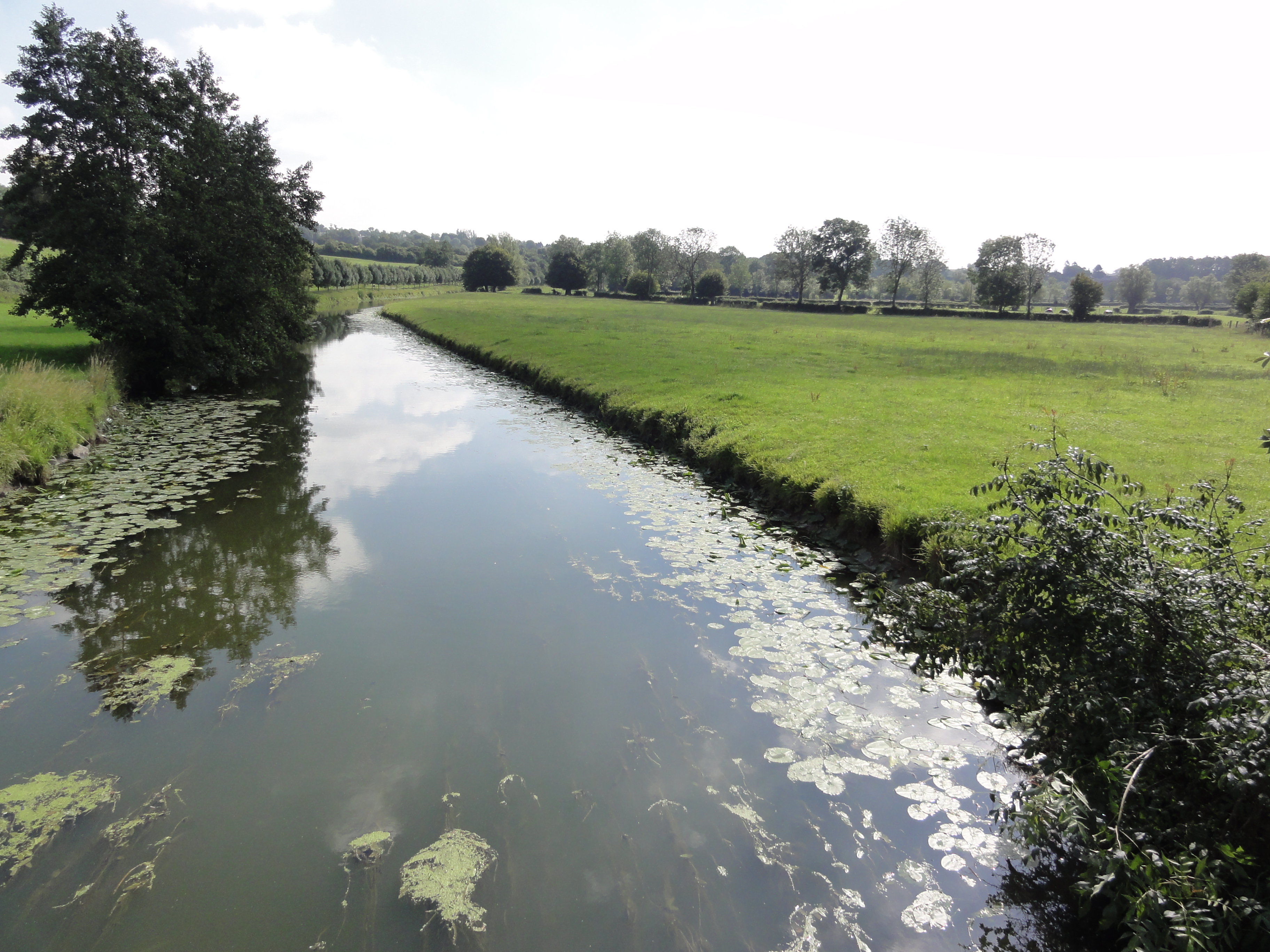
L'Helpe Majeure à Fuchau.

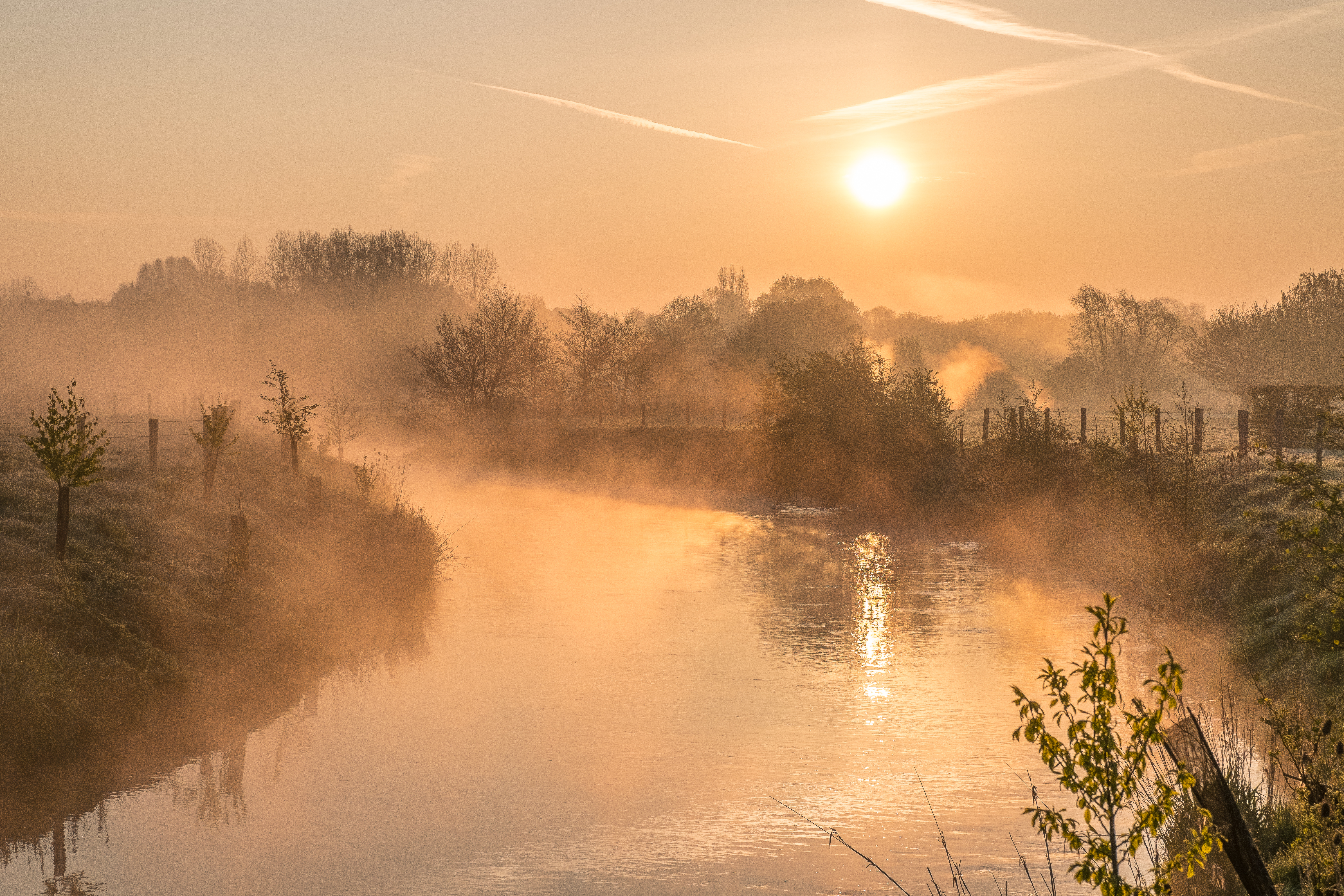
Brume du petit jour sur l'Helpe Majeure à l'entrée du village (côté Coquelicant)

Saint-Hilaire-sur-Helpe se situe dans le sud-est du département du Nord (Hainaut) en plein cœur du parc naturel régional de l'Avesnois. L'Avesnois est connu pour ses prairies, son bocage et son relief un peu vallonné dans sa partie sud-est (au début des contreforts des Ardennes), dite « petite Suisse du Nord ».
Le village est traversé par l'Helpe Majeure, affluent de la Sambre. Il est construit initialement sur un escarpement rocheux dominant l'Helpe Majeure, qui reçoit le ruisseau de Bûchemont, le ruisseau de la Cressonnière et le ruisseau du Père Queue qui arrosent le bocage.
La commune se trouve à 100 km de Lille (préfecture du Nord) ou Bruxelles, à 45 km de Valenciennes et Mons (Belgique) et à 4 km d'Avesnes-sur-Helpe (sous-préfecture). La Belgique se trouve à 20 km et le département de l'Aisne à 15 km.

### Communes limitrophes
La commune présente la particularité d'avoir deux quadripoints (point géographique où se rencontre quatre entités administratives distinctes) :
- l'un au nord-ouest du territoire communal avec les communes de Monceau-Saint-Waast (nord-ouest), Saint-Remy-Chaussée (nord-est) et Dompierre-sur-Helpe (sud-ouest), Saint-Hilaire se trouvant au sud-est,
- l'autre au nord-est du territoire communal avec les communes de Saint-Aubin (nord-ouest), Dourlers (nord-est) et Bas-Lieu (sud-est), Saint-Hilaire se trouvant au sud-ouest.

| Monceau-Saint-Waast Saint-Remy-Chaussée {\displaystyle +} (quadripoint) | Saint-Aubin             | Dourlers {\displaystyle +} (quadripoint) |
| Dompierre-sur-Helpe                                                     | Saint-Hilaire-sur-Helpe | Bas-Lieu                                 |
| Petit-Fayt Cartignies                                                   | Haut-Lieu               | Avesnes-sur-Helpe                        |

### Hydrographie

#### Réseau hydrographique
La commune est située dans le bassin Artois-Picardie. Elle est drainée par l'Helpe Majeure, la Tarsy, la Dompierre-sur-Helpe, le Coquelicant, le ruisseau de Buchemont, le ruisseau du Rie Grives et un autre petit cours d'eau,.
L'Helpe Majeure, d'une longueur de 69 km, prend sa source dans la commune de Ohain et se jette  dans la Sambre canalisée à Noyelles-sur-Sambre, après avoir traversé 18 communes. 
La Tarsy, d'une longueur de 15 km, prend sa source dans la commune de Beugnies et se jette  dans la Sambre canalisée à Leval, après avoir traversé huit communes. Les caractéristiques hydrologiques de la Tarsy sont données par la station hydrologique située sur la commune. Le débit moyen mensuel est de 0,307 m3/s. Le débit moyen journalier maximum est de 6,74 m3/s, atteint lors de la crue du 11 mars 2008. Le débit instantané maximal est quant à lui de 10,1 m3/s, atteint le même jour.

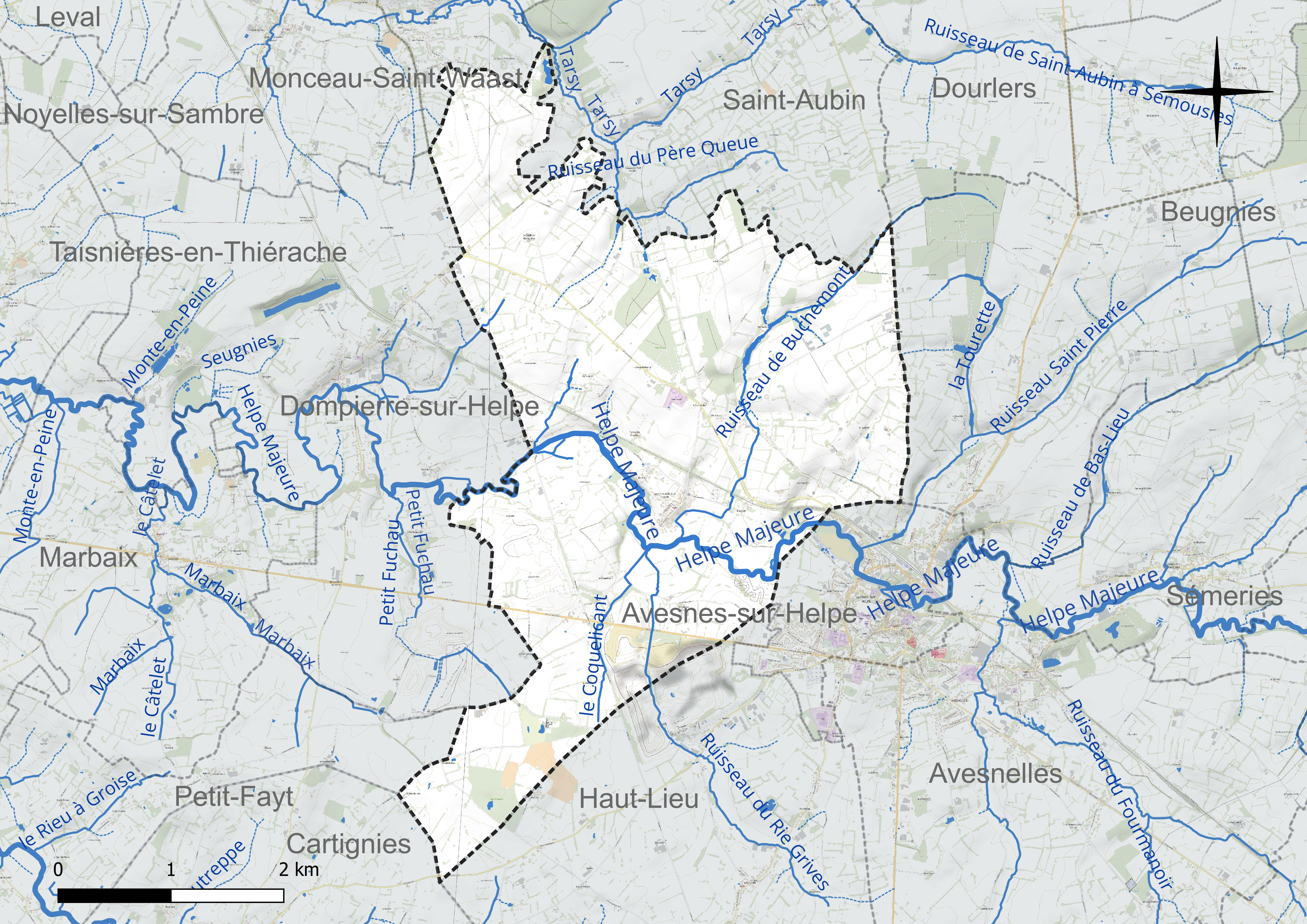
Réseau hydrographique de Saint-Hilaire-sur-Helpe.

#### Gestion et qualité des eaux
Le territoire communal est couvert par le schéma d'aménagement et de gestion des eaux (SAGE) « Sambre ». Ce document de planification concerne un territoire de 1 253 km2 de superficie, délimité par le bassin versant de la Sambre. Le périmètre a été arrêté le 1er novembre 2003 et le SAGE proprement dit a été approuvé le 21 septembre 2012, puis modifié le 18 août 2022. La structure porteuse de l'élaboration et de la mise en œuvre est le syndicat mixte du parc naturel régional de l'Avesnois. 
La qualité des cours d'eau peut être consultée sur un site dédié géré par les agences de l'eau et l'Agence française pour la biodiversité. 

### Climat
Pour des articles plus généraux, voir Climat des Hauts-de-France et Climat du Nord.
En 2010, le climat de la commune est de type climat des marges montargnardes, selon une étude du CNRS s'appuyant sur une série de données couvrant la période 1971-2000. En 2020, Météo-France publie une typologie des climats de la France métropolitaine dans laquelle la commune est exposée à un climat océanique altéré et est dans la région climatique  Nord-est du bassin Parisien, caractérisée par un ensoleillement médiocre, une pluviométrie moyenne régulièrement répartie au cours de l'année et un hiver froid (3 °C). 
Pour la période 1971-2000, la température annuelle moyenne est de 10 °C, avec une amplitude thermique annuelle de 14,9 °C. Le cumul annuel moyen de précipitations est de 861 mm, avec 12,7 jours de précipitations en janvier et 10,2 jours en juillet. Pour la période 1991-2020, la température moyenne annuelle observée sur la station météorologique installée sur la commune est de 10,5 °C et le cumul annuel moyen de précipitations est de 802,4 mm,. Pour l'avenir, les paramètres climatiques de la commune estimés pour 2050 selon différents scénarios d'émission de gaz à effet de serre sont consultables sur un site dédié publié par Météo-France en novembre 2022.
| Mois                                  | jan.           | fév.           | mars          | avril         | mai           | juin         | jui.         | août          | sep.          | oct.          | nov.          | déc.          | année      |
| ------------------------------------- | -------------- | -------------- | ------------- | ------------- | ------------- | ------------ | ------------ | ------------- | ------------- | ------------- | ------------- | ------------- | ---------- |
| Température minimale moyenne (°C)     | 0,8            | 0,7            | 2,4           | 4,8           | 8             | 11,3         | 13,1         | 12,5          | 10            | 7,8           | 4,2           | 1,5           | 6,4        |
| Température moyenne (°C)              | 3,1            | 3,6            | 6,3           | 10,1          | 13,2          | 16,5         | 18,5         | 17,8          | 15            | 11,5          | 6,9           | 3,8           | 10,5       |
| Température maximale moyenne (°C)     | 5,5            | 6,4            | 10,3          | 15,4          | 18,5          | 21,8         | 24           | 23            | 20,1          | 15,2          | 9,6           | 6,1           | 14,7       |
| Record de froid (°C) date du record   | −18,5 07.01.09 | −16,1 04.02.12 | −12 13.03.13  | −4,8 03.04.22 | −1,6 12.05.20 | 1,6 05.06.12 | 3,5 31.07.15 | 4,8 20.08.14  | 1,3 30.09.18  | −3,3 28.10.12 | −6,4 30.11.16 | −12 19.12.09  | −18,5 2009 |
| Record de chaleur (°C) date du record | 13,8 18.01.07  | 20,1 26.02.19  | 24,7 31.03.21 | 27,8 25.04.07 | 31,5 27.05.05 | 35 28.06.11  | 39 25.07.19  | 36,6 08.08.20 | 34,5 15.09.20 | 27,1 01.10.11 | 20,2 06.11.18 | 15,5 31.12.22 | 39 2019    |
| Précipitations (mm)                   | 61,9           | 64,1           | 64,5          | 42,6          | 69,2          | 71,5         | 72           | 86,6          | 51,2          | 66            | 68,1          | 84,7          | 802,4      |

## Urbanisme

### Typologie
Au 1er janvier 2024, Saint-Hilaire-sur-Helpe est catégorisée commune rurale à habitat dispersé, selon la nouvelle grille communale de densité à sept niveaux définie par l'Insee en 2022.
Elle est située hors unité urbaine. Par ailleurs la commune fait partie de l'aire d'attraction d'Avesnes-sur-Helpe, dont elle est une commune de la couronne,. Cette aire, qui regroupe 14 communes, est catégorisée dans les aires de moins de 50 000 habitants,.

### Occupation des sols
L'occupation des sols de la commune, telle qu'elle ressort de la base de données européenne d'occupation biophysique des sols Corine Land Cover (CLC), est marquée par l'importance des territoires agricoles (90,3 % en 2018), en diminution par rapport à 1990 (94,8 %). La répartition détaillée en 2018 est la suivante : 
prairies (75,6 %), terres arables (14,6 %), mines, décharges et chantiers (6,4 %), forêts (1,7 %), zones urbanisées (1,6 %). L'évolution de l'occupation des sols de la commune et de ses infrastructures peut être observée sur les différentes représentations cartographiques du territoire : la carte de Cassini (XVIIIe siècle), la carte d'état-major (1820-1866) et les cartes ou photos aériennes de l'IGN pour la période actuelle (1950 à aujourd'hui).

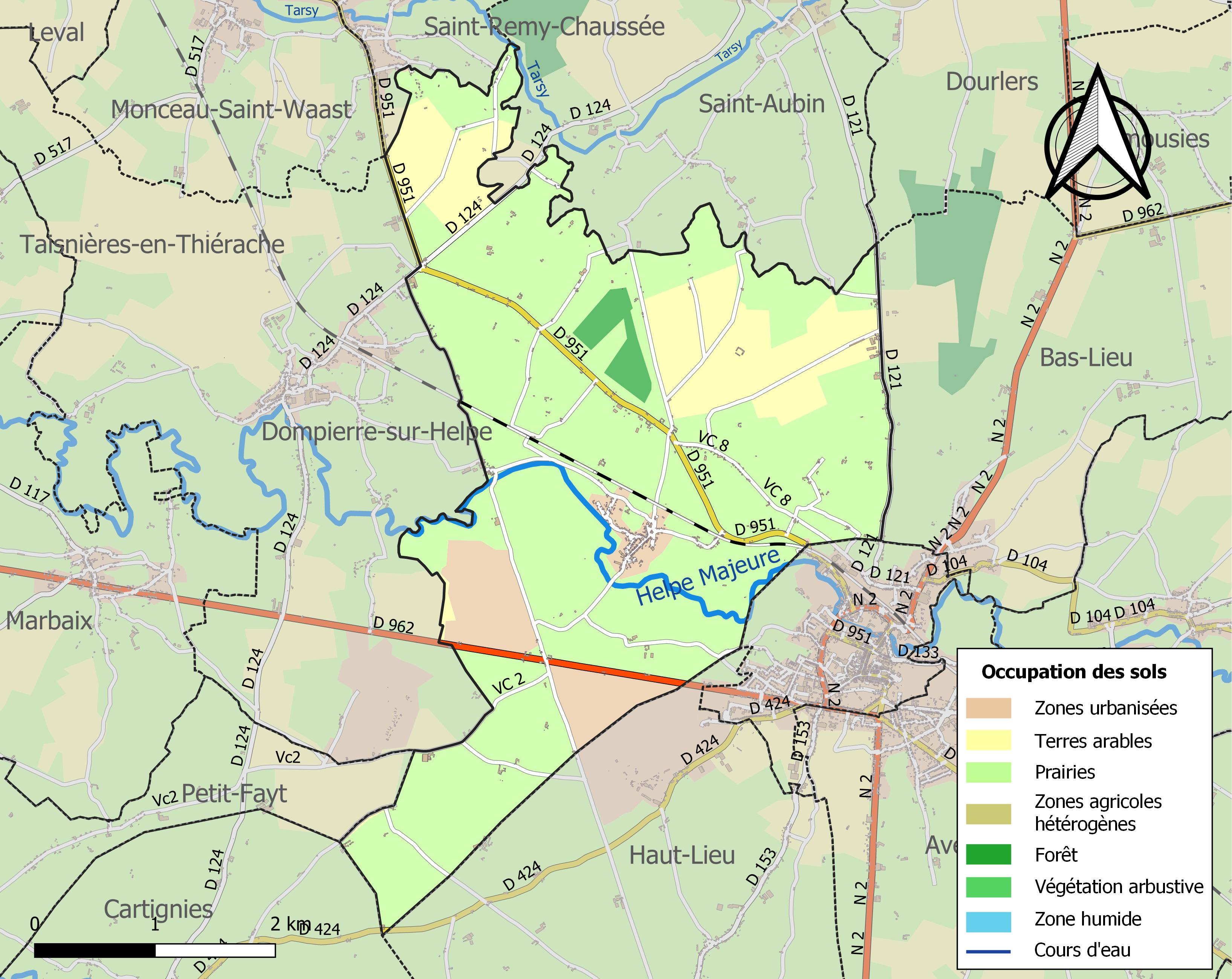
Carte des infrastructures et de l'occupation des sols de la commune en 2018 (CLC).

## Toponymie
La commune tient son nom d'Hilaire de Poitiers, saint-évêque de Poitiers.
Durant la Révolution, la commune, alors nommée Saint-Hilaire, porte le nom de Hilaire.
En 1894, la terminaison sur-Helpe est ajouté au nom de Saint-Hilaire, la même année où la commune homonyme du Cambrésis devient Saint-Hilaire-lez-Cambrai.
Ses habitants sont appelés les Saint-Hilairois.

## Politique et administration
Maire de 1802 à 1807 : Louis J. Berrot,.
Maire en 1881 : Lecuyer.
| Période                                  | Période                   | Identité          | Étiquette | Qualité                                                                    |
| ---------------------------------------- | ------------------------- | ----------------- | --------- | -------------------------------------------------------------------------- |
| Les données manquantes sont à compléter. |                           |                   |           |                                                                            |
| 1930                                     | 1957                      | Léon Lahanier     |           | Ancien conseiller général                                                  |
| Les données manquantes sont à compléter. |                           |                   |           |                                                                            |
| mars 2001                                | mars 2014                 | Michel Coupillaud | PS        |                                                                            |
| mars 2014                                | En cours (au 3 août 2020) | Nicolas Dosen     |           | Président du Cœur de l'Avesnois depuis 2020 Réélu pour le mandat 2020-2026 |

## Population et société

### Démographie

#### Évolution démographique
L'évolution du nombre d'habitants est connue à travers les recensements de la population effectués dans la commune depuis 1793. Pour les communes de moins de 10 000 habitants, une enquête de recensement portant sur toute la population est réalisée tous les cinq ans, les populations de référence des années intermédiaires étant quant à elles estimées par interpolation ou extrapolation. Pour la commune, le premier recensement exhaustif entrant dans le cadre du nouveau dispositif a été réalisé en 2007.

En 2022, la commune comptait 767 habitants, en évolution de −5,19 % par rapport à 2016 (Nord : +0,51 %, France hors Mayotte : +2,11 %).
| 1793 | 1800 | 1806 | 1821 | 1831 | 1836 | 1841 | 1846 | 1851 |
| ---- | ---- | ---- | ---- | ---- | ---- | ---- | ---- | ---- |
| 440  | 468  | 480  | 557  | 645  | 655  | 631  | 751  | 874  |

| 1856 | 1861 | 1866 | 1872 | 1876 | 1881 | 1886 | 1891 | 1896 |
| ---- | ---- | ---- | ---- | ---- | ---- | ---- | ---- | ---- |
| 909  | 900  | 928  | 907  | 910  | 925  | 956  | 996  | 956  |

| 1901 | 1906 | 1911 | 1921 | 1926 | 1931 | 1936 | 1946 | 1954 |
| ---- | ---- | ---- | ---- | ---- | ---- | ---- | ---- | ---- |
| 867  | 870  | 870  | 881  | 871  | 876  | 901  | 890  | 890  |

| 1962 | 1968 | 1975 | 1982 | 1990 | 1999 | 2006 | 2007 | 2012 |
| ---- | ---- | ---- | ---- | ---- | ---- | ---- | ---- | ---- |
| 927  | 915  | 842  | 833  | 846  | 779  | 774  | 773  | 777  |

| 2017 | 2022 | - | - | - | - | - | - | - |
| ---- | ---- | - | - | - | - | - | - | - |
| 823  | 767  | - | - | - | - | - | - | - |

#### Pyramide des âges
La population de la commune est relativement jeune.
En 2018, le taux de personnes d'un âge inférieur à 30 ans s'élève à 35,5 %, soit en dessous de la moyenne départementale (39,5 %). À l'inverse, le taux de personnes d'âge supérieur à 60 ans est de 25,1 % la même année, alors qu'il est de 22,5 % au niveau départemental.
En 2018, la commune comptait 399 hommes pour 426 femmes, soit un taux de 51,64 % de femmes, légèrement inférieur au taux départemental (51,77 %).
Les pyramides des âges de la commune et du département s'établissent comme suit.
| Hommes | Classe d’âge | Femmes |
| ------ | ------------ | ------ |
| 0,0    | 90 ou +      | 0,5    |
| 5,3    | 75-89 ans    | 8,0    |
| 19,0   | 60-74 ans    | 17,3   |
| 23,1   | 45-59 ans    | 20,9   |
| 17,9   | 30-44 ans    | 17,2   |
| 15,8   | 15-29 ans    | 16,3   |
| 18,9   | 0-14 ans     | 19,9   |

| Hommes | Classe d’âge | Femmes |
| ------ | ------------ | ------ |
| 0,5    | 90 ou +      | 1,4    |
| 5,3    | 75-89 ans    | 8,1    |
| 14,8   | 60-74 ans    | 16,2   |
| 19,1   | 45-59 ans    | 18,4   |
| 19,5   | 30-44 ans    | 18,7   |
| 20,7   | 15-29 ans    | 19,1   |
| 20,2   | 0-14 ans     | 18     |

### Manifestations culturelles et festivités
- Fête du village Les Saint-Hilairoises, le 3e dimanche de mai : thème de la fête du cheval et de l'eau. Nombreuses activités (descente de l'Helpe en kayak, spectacles équestres…) et restauration rapide.

## Culture locale et patrimoine

### Lieux et monuments
- Église d'origine romane réaménagée au XVIe siècle
- Moulin de Fucheau du XVIe siècle sur des bases plus anciennes
- Château de Coutant des XIIe et XVIIIe siècles, inscrit au titre des monuments historiques en 1947[32].
- Château Gaillard du XVIIe siècle.
- Le Kiosque à musique du type kiosque à danser.
- La Gare de Saint-Hilaire
- Le monument aux morts, situé au point le plus haut de la commune
- Nombreuses chapelles :
  - chapelle Saint-Lienard et Notre-Dame-de-Messine, inscrite au titre des monuments historiques en 1951[33] ;
  - chapelle Sainte-Anne, inscrite au titre des monuments historiques en 1946[34] ;
  - chapelle Notre-Dame-des-Affligés, inscrite au titre des monuments historiques en 1946[35] ;
  - Notre-Dame des Bonnes Pensées ;
  - Notre-Dame de Grâce, etc.

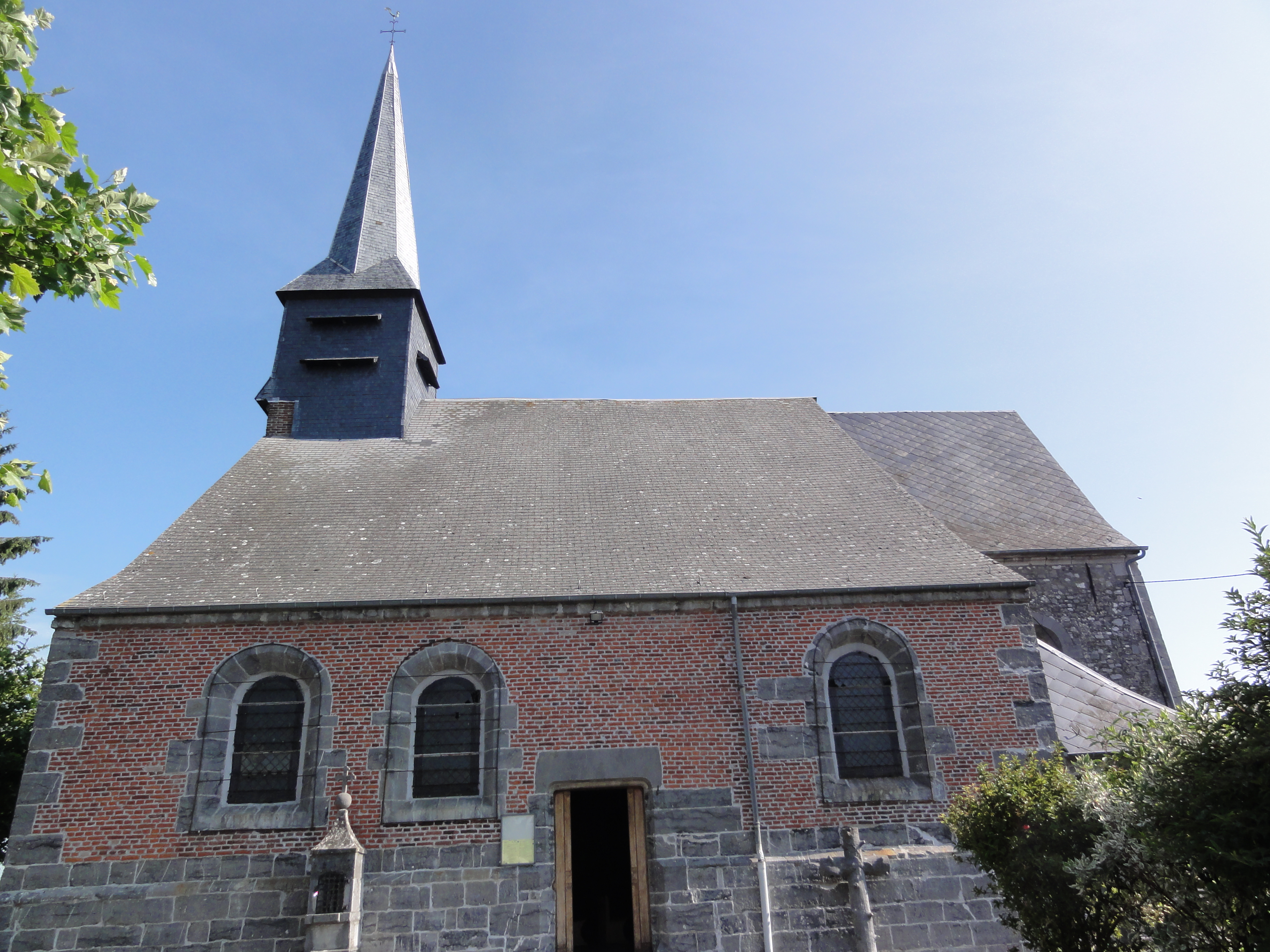
L'église
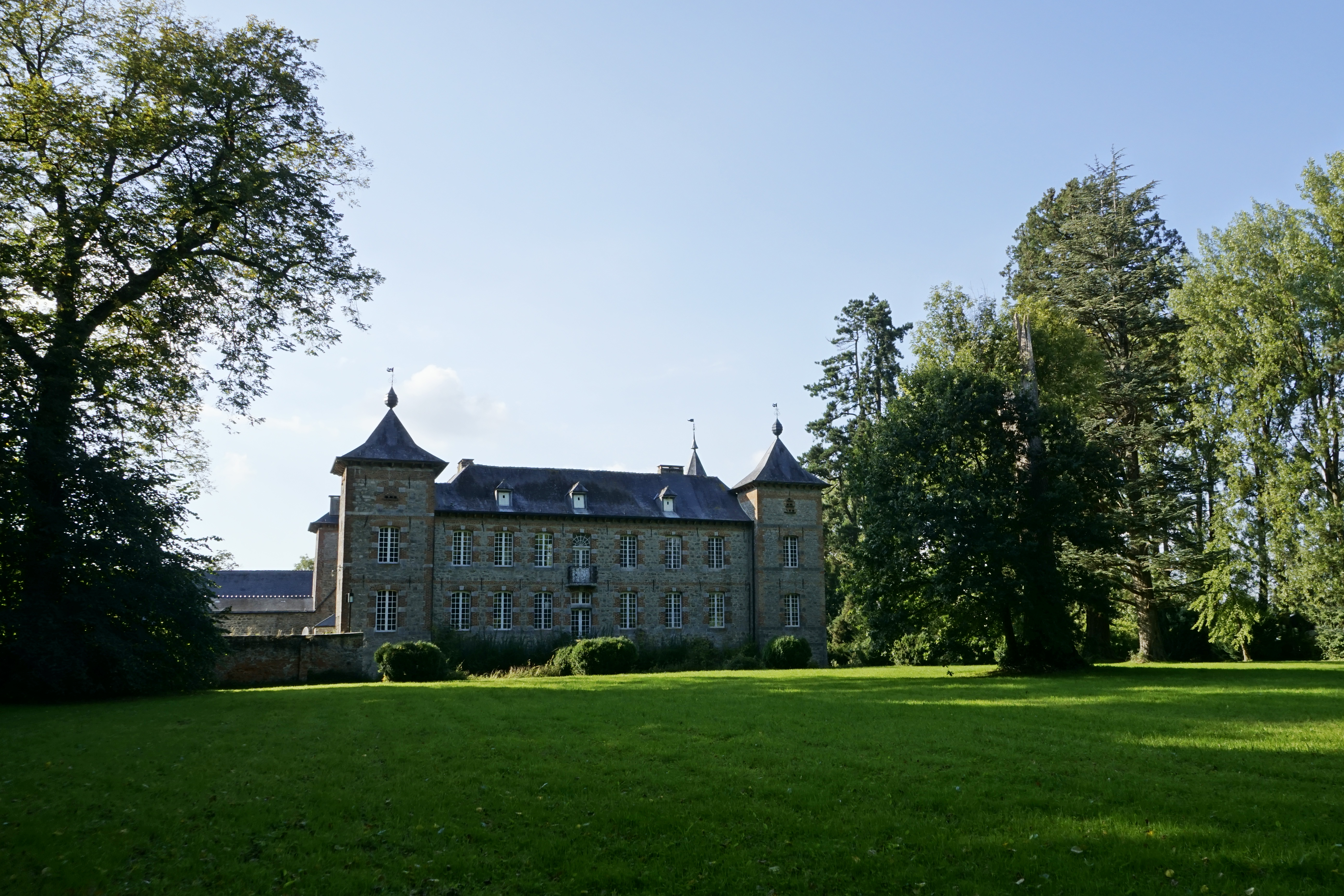
Le château de Coutant
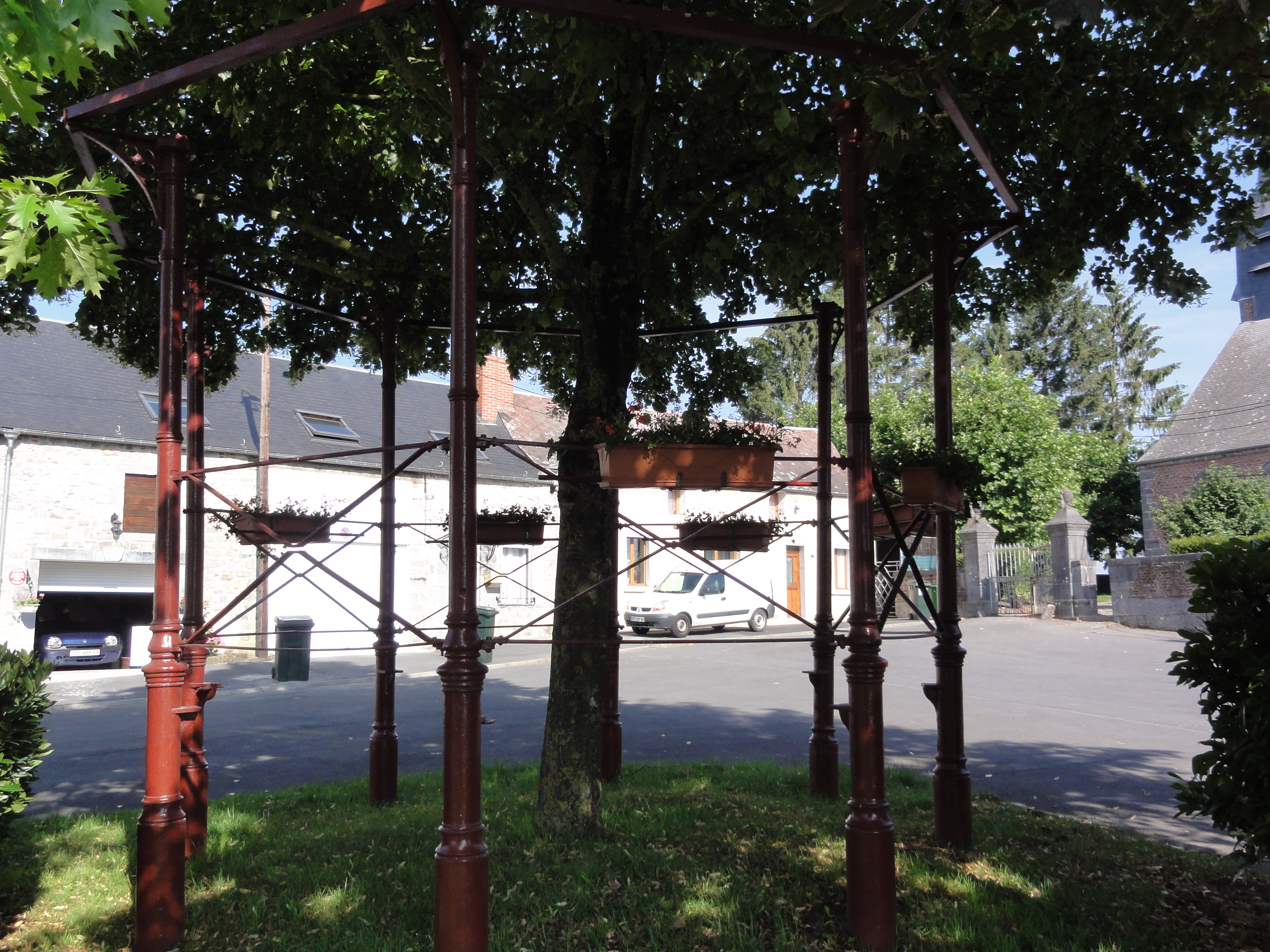
Le kiosque à musique
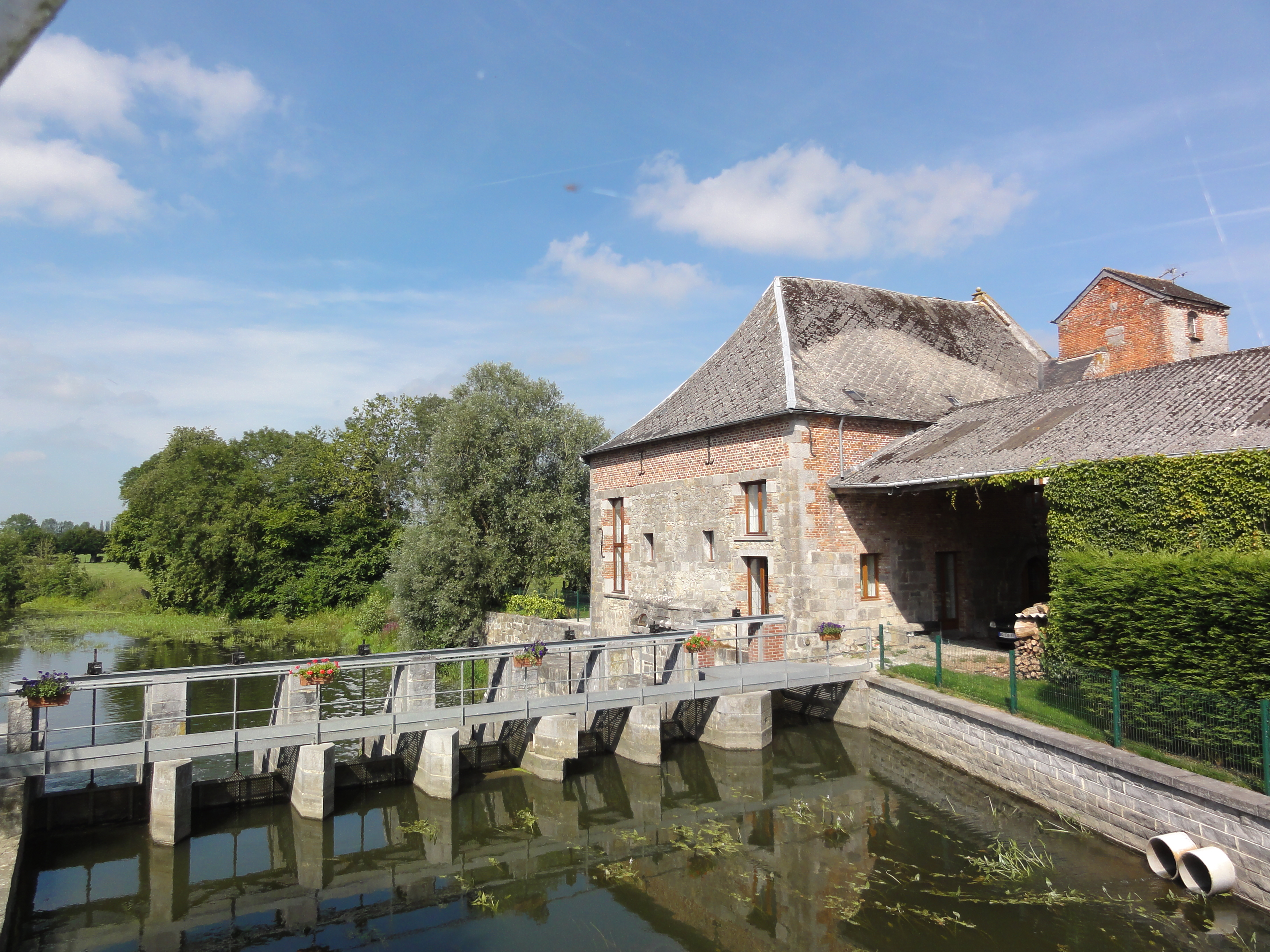
Le moulin de Fuchau
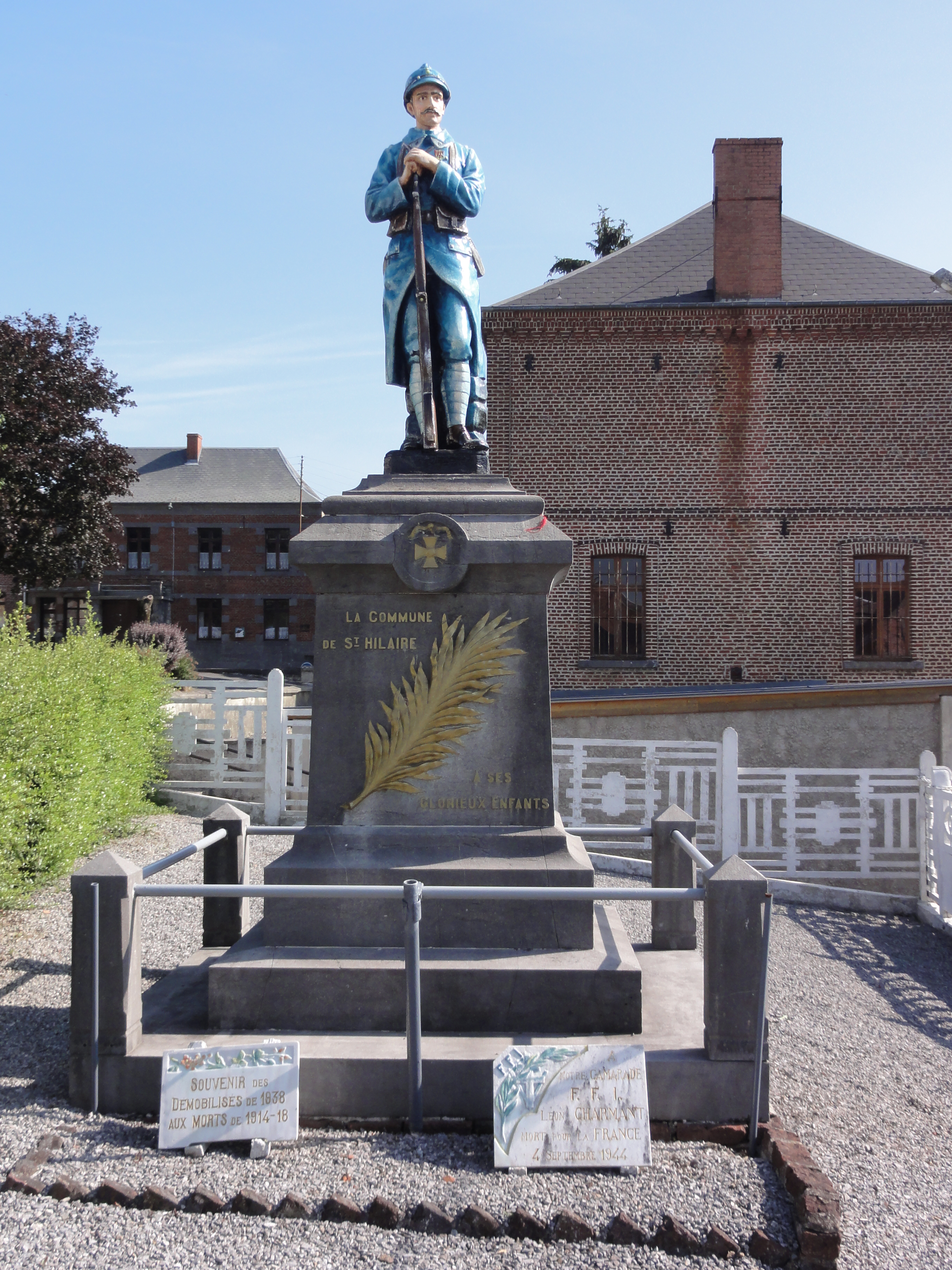
Le monument aux morts

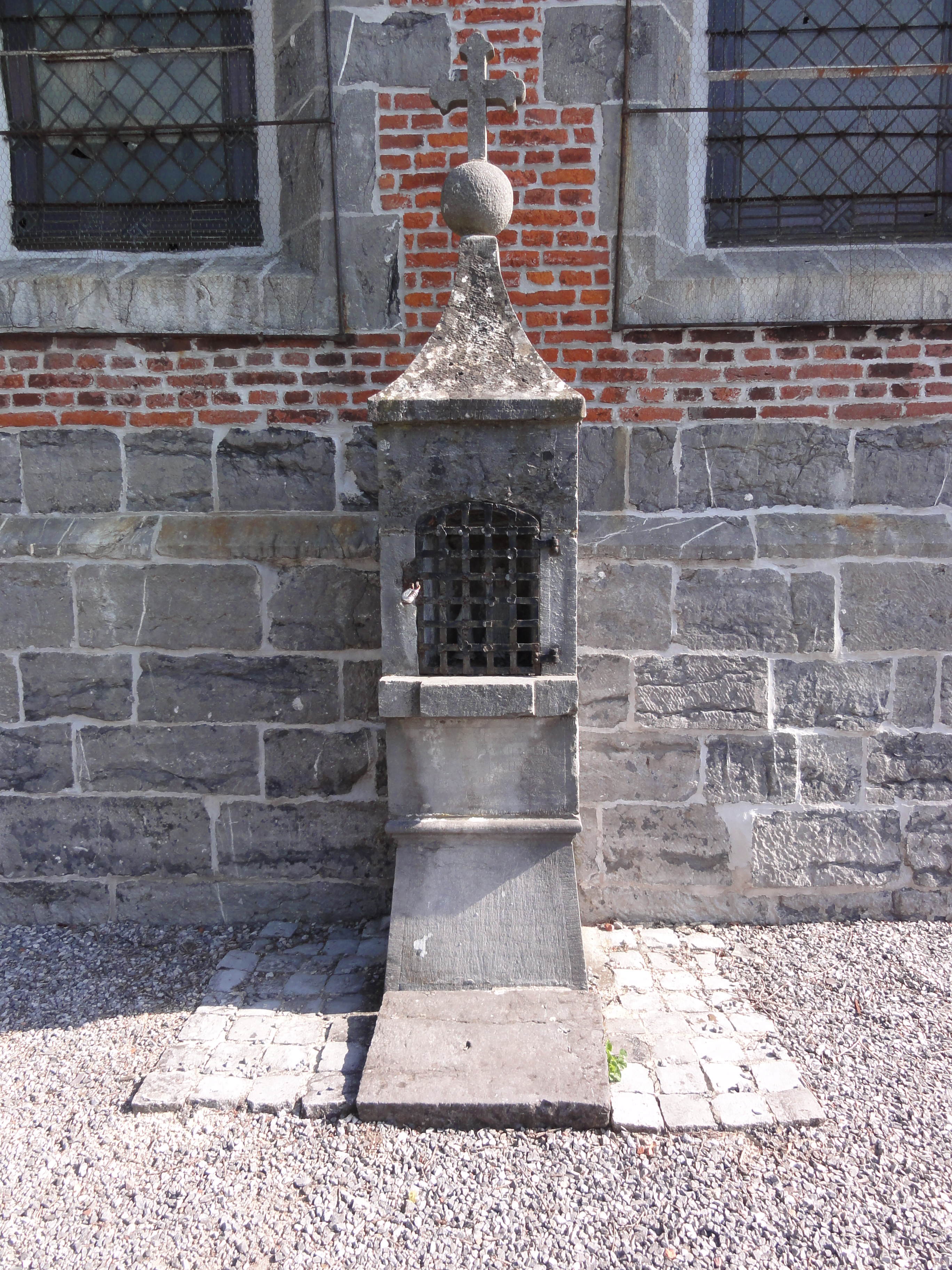
Chapelle Saint-Lienard et Notre-Dame-de-Messine devant l'église
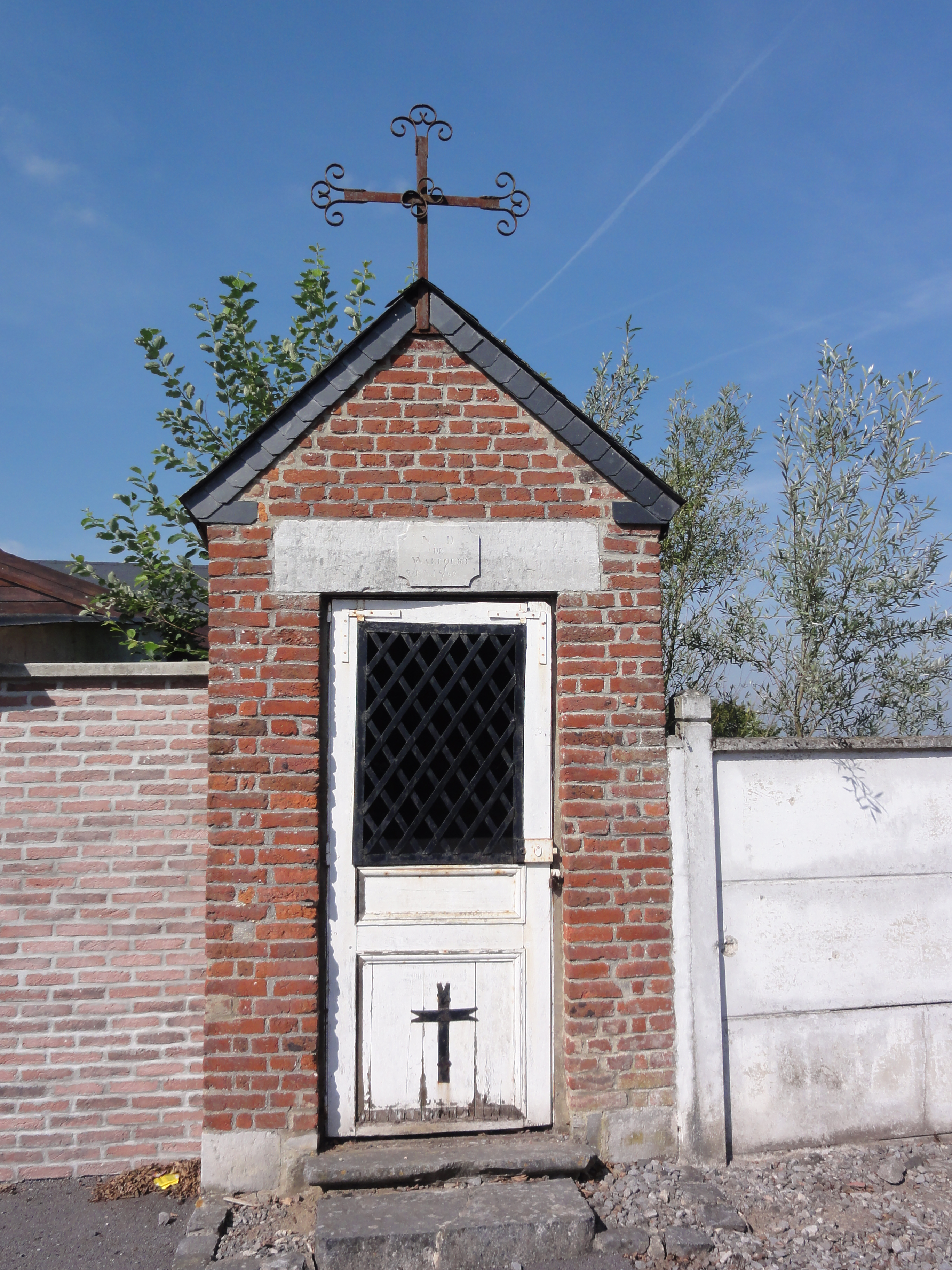
Chapelle Notre-Dame de Walcourt au bourg
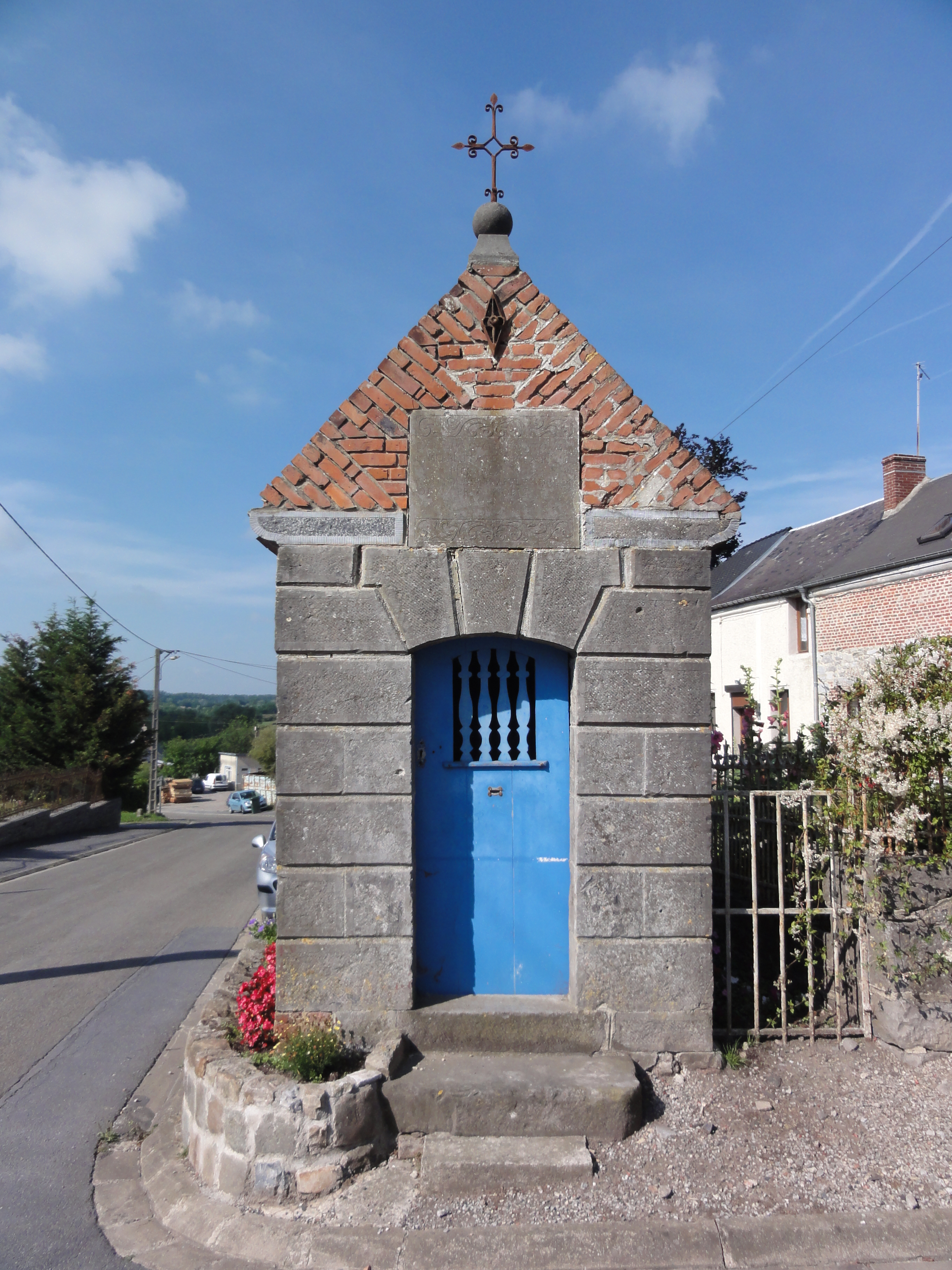
Chapelle dans la rue principale du bourg.
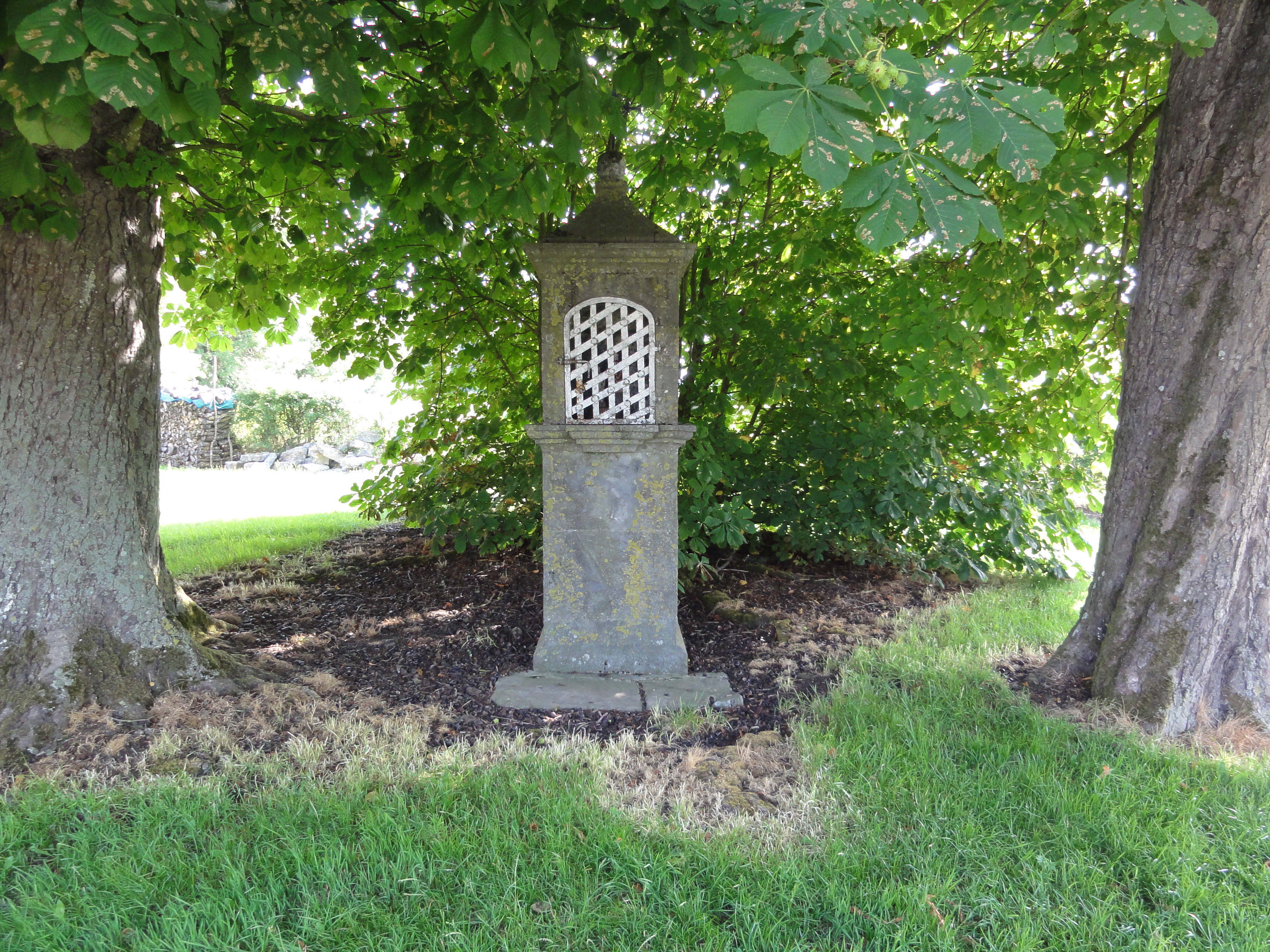
Chapelle Saint-Etton à Grand Fuchau.
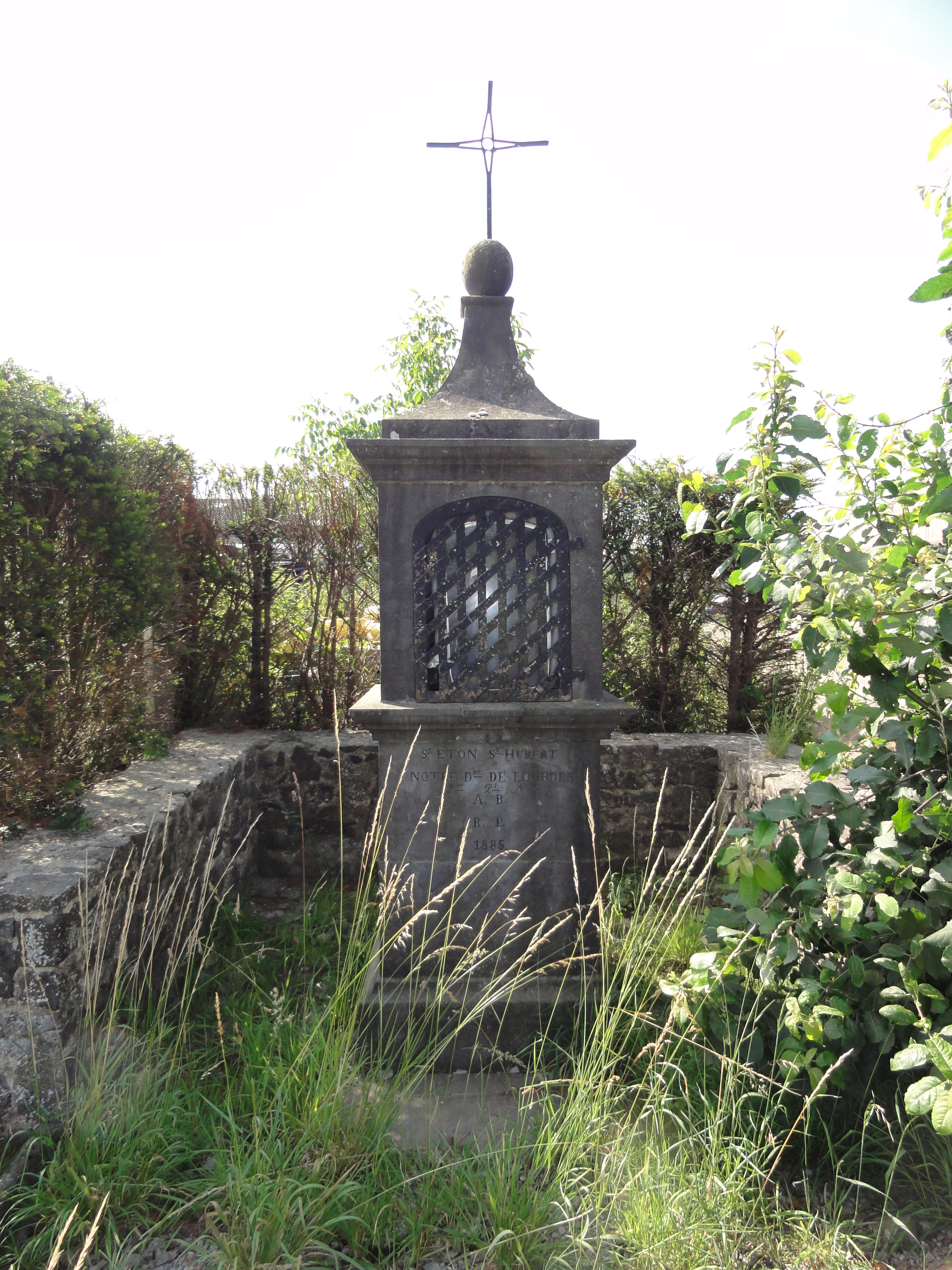
Chapelle Saint-Etton, Saint-Hubert et Notre-Dame de Lourdes à Petit Fuchau.

### Personnalités liées à la commune
- Dom Bévy, moine bénédictin de la congrégation de Saint-Maur, né le 4 novembre 1738 à Saint-Hilaire ; il devient l'historiographe du roi Louis XV pour la province de Hainaut et est l'auteur de plusieurs livres à caractère historique.
- Maximilien Evrard, ingénieur, industriel et maire de Sorbiers. Inventeur du lavoir à charbon mécanique et directeur des mines de la Chazotte dans la Loire. Enterré à Saint-Hilaire
- Alice Yahiel et Simone Jacques-Yahiel, professeures de danse et déportées résistantes à Ravensbrück et Beendorf , sont inhumées dans le cimetière communal.
- Céline Rousseaux, journaliste sportive et présentatrice, est originaire de la commune.

### Héraldique
|  | Les armes de se blasonnent ainsi : D'azur à la croix ancrée d'argent, chargée en cœur d'une étoile à six rais du champ. |

## Pour approfondir